# Albert Nasse
Albert F. "Al" Nasse (ur. 2 lipca 1878 w Saint Louis, zm. 21 listopada 1910 tamże) – amerykański wioślarz, złoty medalista olimpijski.
Wystąpił na igrzyskach olimpijskich w Saint Louis w 1904 roku, gdzie amerykańska osada Century Boat Club w składzie: Arthur Stockhoff, August Erker, George Dietz i Albert Nasse zdobyła złoty medal w czwórce bez sternika. Srebrnych medalistów, Amerykanów z Mound City Rowing Club, wyprzedzili o dwie długości łódki. Był to jego jedyny oficjalny start olimpijski.
Z zawodu był handlowcem.